# Tiszaásvány
Tiszaásvány (ukránul: Тисаашвань [Tiszaasvany], 1995-ig Мінєралноє [Minyeralnoje]) falu Ukrajnában, Kárpátalján, az Ungvári járásban.

## Fekvése
A Latorca és a Tisza között, Csaptól délkeletre 3 km-re fekszik. Ungvártól 25 km-re van. A folyószabályozásokig Ásványt a Tisza és a Latorca gyakran fenyegette árvizeivel.
Szomszédos települések: Csarondahát (Червоне), Csap (Чоп), Eszeny (Есень).

## Nevének eredete
„Tiszaásvány … 1357: Asuan … Az Ásvány helynév a magyar régi nyelvi ásvány, »mesterséges árok, ásott tó, kút« főnévből alakult. Megkülönböztető szerepű Tisza- előtag a folyó mellékére utal…” Lásd még a Győr vármegyei Ásvány nevének etimológiáját az Ásványráró lapon.

## Történelem
A település 1000-től 1920-ig, majd 1938-tól 1944-ig Magyarországhoz tartozott (Ung vármegye), 1920 és 1938 között a csehszlovák Podkarpadská Rus, 1945-től Kárpátalja része. A település körüli földeket őserdők borították az 1850-es évekig, amikortól is fokozatosan kiirtották azokat.
A Gutkeled nemzetség szerzeményi birtoka. A falu keletkezéséről egy monda is megemlékezik:
„Állítólag a király egyszer erre utazott, és rákiáltott kocsisára: „Csapj közé, fiam, Salamon, mert ittragadunk ebbe az ásványba!” Nos ez a királyi mondás három falunak adta nevét. Ezek a falvak: Csap, Salamon és Ásvány.”
1282-ig a Gutkeled nemzetség tagjai voltak tulajdonosok a helységben, mikor a leszármazott Bacskayak birtoka idegen kézre került. 1286-ban Bacskay András Baksa Tamásnak adta Ásvány falut. 1329-ben az Eszenyieké lett. A 15. században Szabolcs vármegye területéhez tartozott. 1413-ban „Aswan”, 1446-ban „Azzonau” alakban szerepelt. A 16. században csak a Szürtey-családé. 1555-ben nemesi birtokok volt, de leégett, így 1567-ben nem szerepel az adózó helyiségek között. Később a császári csapatok, majd a tatárok pusztították el. 1599-ben 4 házból állt, ekkor Bocskai István birtoka volt, akinek hűtlensége után a kincstárra szállt. 1675-ben I. Lipót király Vécsey Sándornak és testvérének adományozta. A 17. század végén 2 jobbágy és 3 zsellér család lakta. 1715-ben 5, 1720-ban 7 jobbágyháztartást írtak össze. Lakói az akkori földesuraikkal, a Horvátokkal és báró Balsákkal tértek át a református vallásra.
Vályi András leírása 1796-ból: „ÁSVÁNY. Elegyes lakosú magyar falu Ungvár Vármegyében, birtokosai több Uraságok, lakosai katolikusok, és reformátusok, fekszik erdőség között, Kis Ráth, és felső Lyikéhez Szabolts Vármegyében nem meszsze, Latortza, és Tisza vizeivel békerített helyen, gazdag erdei, szántó földgyei vagynak; de az áradások néha károkat okoznak lakosainak; első Osztálybéli.”
1848-ban Ásványban megalakult a nemzetőrség 18 fővel.
Fényes Elek leírása 1851-ből: „Ásvány, magyar falu, Ungh vgyében, Unghvárhoz délre 2¾ mfdnyire: 5 kath., 356 ref., 12 zsidó lak. Ref. anyaszentegyház. Termékeny határa a Tisza és a Latorcza közé szorult.”
Már az 1919. szeptember 10-én megkötött saint-germain-i béke értelmében Ásvány Csehszlovákia része lesz, de majd csak a trianoni békeszerződés megkötése (1920. június 4.) után csatolják el. Ásvány 1920 előtt Ung vármegye Nagykaposi járásának Tiszaháti körjegyzőséghez tartozott.
Ekkor a mesterségesen létrehozott Csehszlovákiához csatolták, a Podkarpatska Rus (Kárpátalja) Ungvári járásához kerül, ami az Ungvári megye (Užhorodská župa) része volt. Az első bécsi döntést követően (1938. november 2.) visszacsatolták Magyarországhoz. 1940-ben Ásvány Ung vármegye Ungvári járás Csapi körjegyzőségének része volt. A második világháború végén a csapi vasúti csomópontért vívott harcok során 1944-ben közel egy hónapon át folytak a hadműveletek a kis Tisza-parti falu területén. 1944-ben a sztálinisták 53 férfit hurcoltak el a településről az úgynevezett „málenykij robot” során, köztük négy 17 évest, azaz kiskorút. Közülük 19-en soha nem tértek haza családjukhoz.
1945. június 29-e után Szovjetunióhoz, az Ukrán SZSZK-hoz csatolták Tiszaásványt is a szovjet–csehszlovák szerződés értelmében, akárcsak Csapot és Tiszasalamont. 1948-ban végbement a föld kollektivizálása. Létrehozták a Micsurin kolhozt. 1950-ben egyesült a csapi Győzelem kolhozzal, végül mindazokat a földeket, amelyek a település környékén voltak, az eszenyi Avangard kolhoz kapta meg. Az itteniek jelentős része már akkor is a vasútnál, valamint Csap és Ungvár iparvállalatainál dolgozott. Ekkor a falu neve Mineralne volt.
1991-től a független Ukrajna része. 1991. november 25-én a területi tanács elnöksége határozatot hozott, melyben visszaállították a község eredeti nevét: Tiszaásvány. Jelenleg könyvtára, orvosi rendelője helyben. Néhány évvel ezelőtt korszerű üzemanyag-állomást építettek a település határában. Kultúrháza 200 férőhelyes, általános iskolájába 80 gyerek tanul, óvodájába 25 csöppség jár. 2020-ig közigazgatásilag hozzá tartozott a két világháború között létrehozott Tiszaújfalu (Тисауйфалу) is.

## Népesség
- 1869 – 291 fő
- 1890 – 316 fő, ebből magyar 309 fő (97,8%), német 7 fő
- 1900 – 356 fő
- 1910 – 404 fő
- 1940 – 474 fő, ebből magyar 472 fő
- 1944 – 686 fő
- 1969 – 851 fő
- 1982 – 884 fő
- 1989 – 856 fő, ebből magyar 838 fő[forrás?]
- 1991 – 867 fő, ebből magyar 836 fő
- 1992 – 872 fő, ebből magyar 834 fő
- 2005 – 844 fő, ebből magyar 821 fő

| 1930 | 445 |
| 2001 | 852 |

A népesség anyanyelv szerinti megoszlása a teljes népesség %-ában (2001)

## Gazdaság
A tiszaásványiaknak a szovjet érában egy ideig önálló gazdaságuk volt, amelyet később az eszenyi Avangard Kolhozhoz csatoltak. Az itteniek jelentős része már akkor is a vasútnál – a közeli rendező és rakodó pályaudvaron –, valamint Csap és Ungvár iparvállalatainál dolgozott. A kolhoz felbomlása után másfél hektárjával szétosztották a területet. Az itteni gazdák főként burgonyát, gabonaféléket termesztenek, jószágot tartanak. A helybéli gazdaasszonyok a fölösleges tejet, túrót, tejfelt a csapi piacon értékesítik. Az utóbbi években feljövőben a fóliás zöldségtermesztés. Néhány évvel ezelőtt tizenkét taggal megalakult a helyi gazdaszövetség. A településen kisebb fafeldolgozó üzem működik, ahol a házakra nyílászárókat készítenek. Az építőblokkokat gyártó műhely fél tucat dolgozót foglalkoztat. A községben közel fél tucat vegyesbolt, kávézó működik.

## Közlekedés
A település mellett halad el a Csap–Bátyú–Munkács–Lviv-vasútvonal. A helység megközelíthető a Beregszász–Nagydobrony–Csap–Ungvár országúton is.

## Emlékhelyei, nevezetességei
Az 1796-ban épült fatemplomot és harangtornyot, mint műemléket 1927-ben Kassára szállították. A jelenlegi református temploma 1937-1943 között épült. A falu közössége 1992-ben emlékművet állított a sztálinizmus és a második világháború helyi áldozatainak. A község szülötte Ónody Géza neves pedagógus, több tankönyv szerzője. Emléktáblája néhány éve az általános iskola falán látható.

## Testvértelepülés
- Ásványráró, Magyarország, Győr-Moson-Sopron vármegye, 2016. augusztus 13-a óta
- Gulács, Magyarország, Szabolcs-Szatmár-Bereg vármegye, 2018. december 3-a óta